# El Descendimiento (Gregorio Fernández)
El Descendimiento es una obra realizada entre 1623 y 1624  por Gregorio Fernández, siendo modificada en 1757 por Pedro León Sedano. Portado el Viernes Santo en la Procesión General de la Sagrada Pasión del Redentor por la Cofradía del Descendimiento y Santísimo Cristo de la Buena Muerte, el grupo escultórico, perteneciente a la Cofradía Penitencial de la Santa Vera Cruz, está ubicado en la Iglesia de la Santa Vera Cruz de Valladolid (Castilla y León, España).

## Historia

### Elaboración

#### Contexto
El encargo de la obra estuvo marcado por la renovación emprendida en la década de 1620 por parte de la Cofradía de la Santa Vera Cruz, la cual deseaba suplir la ausencia de pasos procesionales a la vez que reemplazar sus imágenes, ya muy antiguas y de escasa calidad (calificadas de «papelón» por Tomé Pinheiro da Veiga en su obra de 1605 Fastiginia), sustituyéndolas por tallas hechas completamente en madera, de mayor durabilidad. De esta forma se seguía el ejemplo iniciado en 1604 por Francisco del Rincón con La Elevación de la Cruz (Cofradía Penitencial de la Sagrada Pasión de Cristo), el cual sería continuado por Gregorio Fernández en 1612 con Sed tengo (Cofradía Penitencial de Nuestro Padre Jesús Nazareno), en 1614 con Camino del Calvario (Cofradía Penitencial de la Sagrada Pasión de Cristo) y en 1616 con La Sexta Angustia (Cofradía Penitencial de Nuestra Señora de las Angustias). Por su parte, la Cofradía de la Santa Vera Cruz ya había comisionado a Fernández hacia 1619 el grupo escultórico del Azotamiento del Señor y al año siguiente el paso de la Coronación de Espinas, ambos innovadores en lo relativo a la escultura y creadores de un canon estético en la imaginería procesional castellana, con El Descendimiento como culmen del barroco en términos de técnica y plasticidad.

#### Comisión
Compuesto por las imágenes de Cristo, Nicodemo, José de Arimatea, la Dolorosa, San Juan, María Magdalena y un sayón, el conjunto fue identificado como obra de Fernández por Antonio Palomino, dato corroborado posteriormente por Antonio Ponz y Juan Agustín Ceán Bermúdez. El historiador del arte Esteban García Chico hizo público el contrato de la obra, según el cual, suscrito el 16 de junio de 1623, Fernández quedaba obligado ante los alcaldes de la cofradía Francisco Ruiz y Juan Jimeno a entregar el conjunto en un plazo inferior a doce meses, existiendo a mayores el cometido de ejecutar el grupo escultórico según un modelo en cera entregado como boceto al cabildo de la hermandad. La cofradía sin embargo no estaba obligada a pagar al artista un valor determinado por cada talla sino el precio que estableciese el platero Francisco Díez, quien fungía en virtud del contrato como tasador y debía estimar el valor en función de las esculturas entregadas por Fernández hacia 1619 para el grupo procesional del Azotamiento del Señor:

Sea notorio e manifiesto a todos quantos vieren esta puca escripa de obligazion como yo grego ferz escultor vecino desta ziudad de valladolid otorgo e conozco por esta presente carta que me obligo con mi persona e vienes muebles e rraices abidas y por aber de azer y que are y dare echo y acabado en toda perfezion de madera un passo para la cofradía de la santa vera cruz desta dha ziudad de la historia del deszendimyo de cristo nro sr de la santa cruz con siete figuras que an de ser la de cristo nro señor quando le descendieron y nicodemos y josefz y nra sa, san juan y la magdalena y otra figura todo conforme a la traza que del dho paso esta echa y en mi poder de la qual me otorgo por contento a mi voluntad... el qual dho paso de talla en toda su perfezion de la escoltura le dare y entregare echo y acavado a juan xo y franco rruiz alcaldes de la dha cofradia pa el día de carnestolendas primero que vendra del año venidero, de mill e seisco veinte y quatro por cuya ovra madera y talla y demás manufatura e trabajo de las dhas siete figuras del dho passo se me a de dar la cantidad de mrs que franco diez platero de oro vecino desta ciudad dijere que valen más cada una que cada una de las figuras del passo que hize para la dha cofradia del azotamyo de nro señor tasandose en mas valor y trabajo de cada una de las dhas figuras que allare e de azer della que hize del dho paso del azotamyo de manera que por el dho passo que ansi me obligo de azer del santo descendimiento se me a de dar y pagar todo lo que se me dio por el otro passo que ansi hize del azotamiento para la dha cofradia con el mas valor quel dho franco diez dijere vale cada una de las dhas siete figuras que ansi me obligo de azer para el dho nuebo passo del descendimyo y para le yr aziendo y acabarle se me a de dar dinero el que fuere menester para madera y oficiales y que me obligo que para el dho dia de carnestolendas dare echas y acabadas las dhas siete figuras todas enteramte y cada una en perfecion conforme la dha traza y zeras que de dho passo esta echo y como dho es en mi poder y le dare para el dho dia puesto plantado y asentado en su tablero cruces y escaleras a satisfazion y contento de los dhos juan xo y franca rruiz de los alcaldes y mayordomos que a la sazon fueren de la dha cofradia y no lo aviendo cumplido quiero y consiento que los dhos alcaldes y mayordomos o qualquiera dellos me lo rrequieran acer judicialmte... vuscar y vusquen ansi en esta ciudad como fuera della maestros y ofiziales que agan y acaben el dho passo conforme a la dha traza y zeras... pagaremos al dho grego ferez el valor del dho passo de las dhas siete figuras la cantidad quel dho franco diez dijere vale y a quenta le daremos dineros... en la ciudad de valladolid a diez y seis dias del mes de junio de mill y seisco y vete y tres años †os que fueron presentes a lo que dho es juan de peromato y alonso lopez y po rodriguez y ambrosio de bera vos desta ciudad y los otorgantes que doy fe conozco lo firmaron.: 96–97 

#### Pleito
Fernández entregó todas las piezas ensambladas (las tallas, una cruz y dos escaleras) en los tres días previos a la Cuaresma de 1624, gracias a lo cual el paso pudo procesionar el 27 de marzo de 1625 cargado por casi sesenta costaleros en la llamada procesión del «Jueves de la Cena» (con base en esto se deduce que la obra debió policromarse al poco de su terminación). Pese a que el escultor cumplió con el contrato, la cofradía, una vez tasada la obra, no procedió a efectuar el pago correspondiente, motivo por el que Fernández emprendió acciones legales presentando un pleito ante el teniente de corregidor (este fue uno de los dos procesos judiciales llevados a cabo por el artista en toda su vida). Fernández nunca llegaría a recibir el pago total por este grupo escultórico, ya que en el testamento redactado por su viuda María Pérez en 1661 queda plasmado que la cofradía seguía debiendo casi mil ducados por el conjunto, mientras que en 1667 la deuda volvió a ser reclamada en otro proceso judicial emprendido por Juan Rodríguez Gavilanes, comerciante de lencería y cuarto esposo de Damiana, hija y heredera de Fernández.: 401 

### Reemplazo

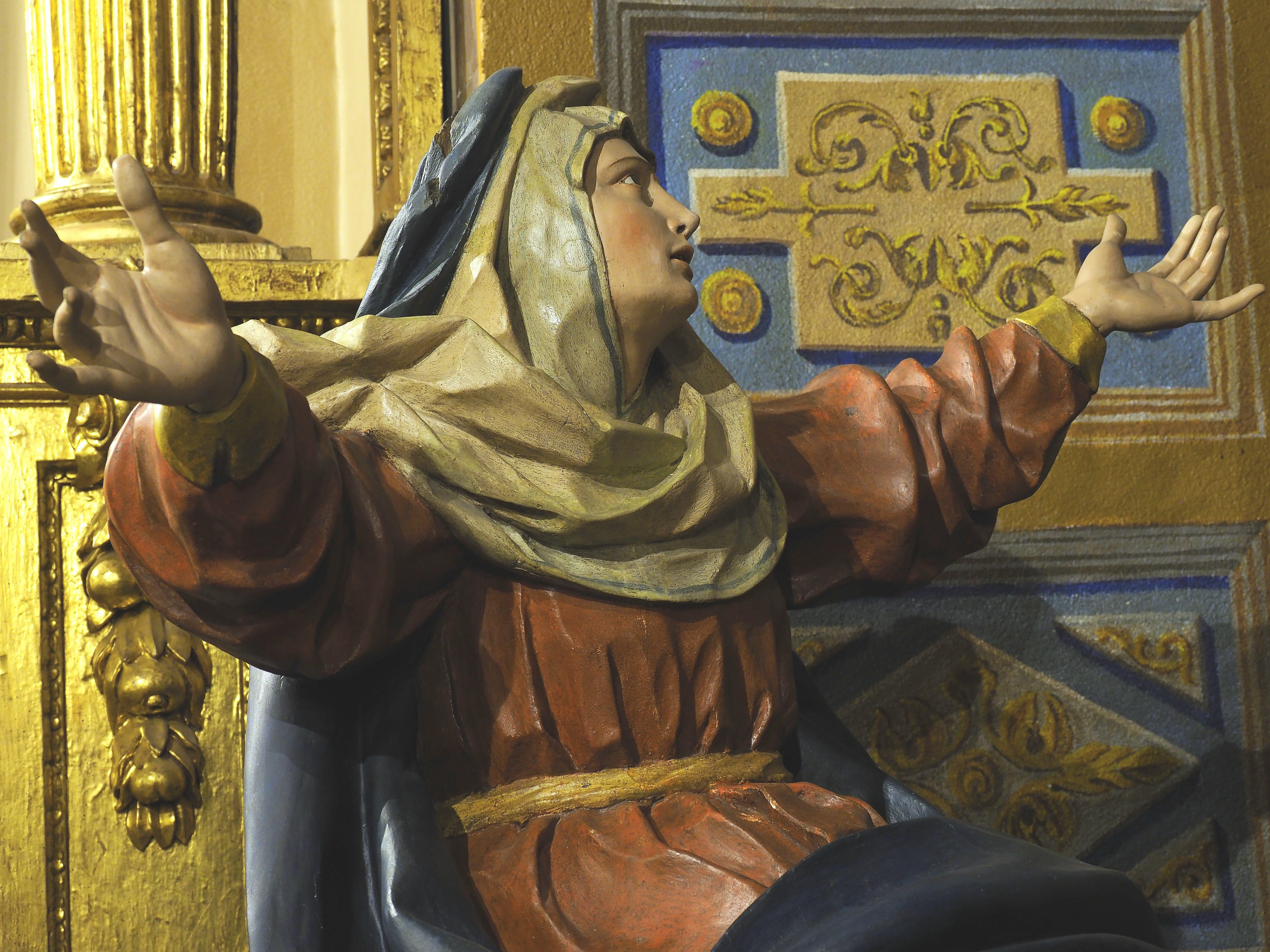
Talla de la Dolorosa. Esta imagen fue elaborada por Pedro León Sedano para reemplazar a la original.

En 1757 el cabildo de la Cofradía de la Santa Vera Cruz procedió a retirar del grupo la imagen de la Dolorosa debido a la decadencia en los desfiles procesionales producto de la expansión de las ideas de la Ilustración así como a la gran devoción que poseía la talla, la cual sería reemplazada ese mismo año por una réplica de Pedro León Sedano. Instalada la imagen en la hornacina principal del retablo mayor de la Iglesia de la Santa Vera Cruz (anteriormente presidido por el Cristo del Humilladero), y conocida desde entonces como Nuestra Señora de los Dolores de la Vera Cruz o Dolorosa de la Vera Cruz, esta maniobra tenía como finalidad que la talla, convertida en imagen titular de la cofradía, desfilase en su propio paso y cerrase la procesión «con el claro de los alcaldes» puesto que en ocasiones El Descendimiento, «por falta de gente y su gran volumen»,: 213  no había podido salir en procesión. Sin embargo el hecho de que la imagen de la Dolorosa fuese la que clausurase el desfile provocó las quejas de la Cofradía de Nuestra Señora de las Angustias, la cual consideraba que se estaba copiando su propia procesión, que se cerraba con la Virgen de las Angustias de Juan de Juni. Tras conocer que la Cofradía de las Angustias intentaba «ympedir con varios pretestos» esta variante de la procesión, la Cofradía de la Santa Vera Cruz, para defender sus derechos, otorgó un poder a nombre de los procuradores y agentes de la Real Chancillería Fernando Salvador y Gregorio Bayón, ganando finalmente la disputa.: 213 

### «El Reventón»
El grupo pasaría a ser conocido como «El Reventón» debido a un suceso acaecido en 1741. De acuerdo con un relato de Ventura Pérez en su obra Diario de Valladolid (1885), cuando el paso se disponía a efectuar su entrada en la Iglesia de la Santa Vera Cruz, este se inclinó de tal forma que uno de los costaleros se vio aprisionado contra uno de los pilares de la puerta y casi resultó «reventado», debiendo ser conducido en estado de gravedad al hospital general:

Año de 1741 salió la procesión de las Angustias la que habia puesto en jueves santo por la mañana el presidente. A las cinco de la tarde del miércoles santo y el jueves santo al meter el paso grande de la Cruz en su casa, cogieron debajo de él á un hombre, y por aprisa que levantaron el paso le sacaron casi reventado y le llevaron al hospital general.: 189 

No se conoce con seguridad la suerte de la víctima, aunque algunas fuentes afirman que falleció a causa del accidente, hecho que convertiría este acontecimiento en la segunda muerte ocurrida a las puertas de la iglesia, pues de acuerdo con Manuel Canesi Acevedo, en 1674, «estando Agustín de Valdivieso arrodillado en el umbral de la puerta de este templo, encomendándose al Cristo de la Cruz, llegó uno y le penetró la cabeza con una daga dejándosela clavada en ella, sin que se pudiese mover de aquel sitio». Es posible que el trágico episodio del costalero influyese en la escasez de cargadores que se produjo poco después, motivo por el que el paso no procesionó en los años centrales del siglo XVIII, provocando el suceso de 1741 que desde entonces y hasta la actualidad el conjunto desfile sobre una plataforma con ruedas (en 1891, año en que el arzobispo Mariano Miguel y Gómez costeó un nuevo paso, El Descendimiento se convirtió en la primera obra en ser alumbrada sobre una plataforma rodante).

### Hermandad del Santísimo Cristo de la Buena Muerte
Por disposición de Remigio Gandásegui, arzobispo de Valladolid, varios jóvenes crearon pocos días antes del final de la Guerra Civil, el 26 de marzo de 1939, una cofradía destinada a alumbrar el paso de El Descendimiento, desfilando por vez primera al año siguiente engalanados con una túnica de color verde y una capa encarnada terciada, a imagen y semejanza de San Juan Bautista, portando sobre la cabeza un turbante trenzado de color verde y rojo del cual partía un velo que cubría la cara de los penitentes. El atuendo actual se empezó a utilizar en 1941 y se compone de una túnica y un capirote en tono morado; cinturón, capa y guantes de color blanco; y calzado negro. Fusionada con la Hermandad del Santísimo Cristo de la Buena Muerte en 1954, la cofradía desfila con el paso de El Descendimiento en la Procesión General de la Sagrada Pasión del Redentor el Viernes Santo.

### Restauración

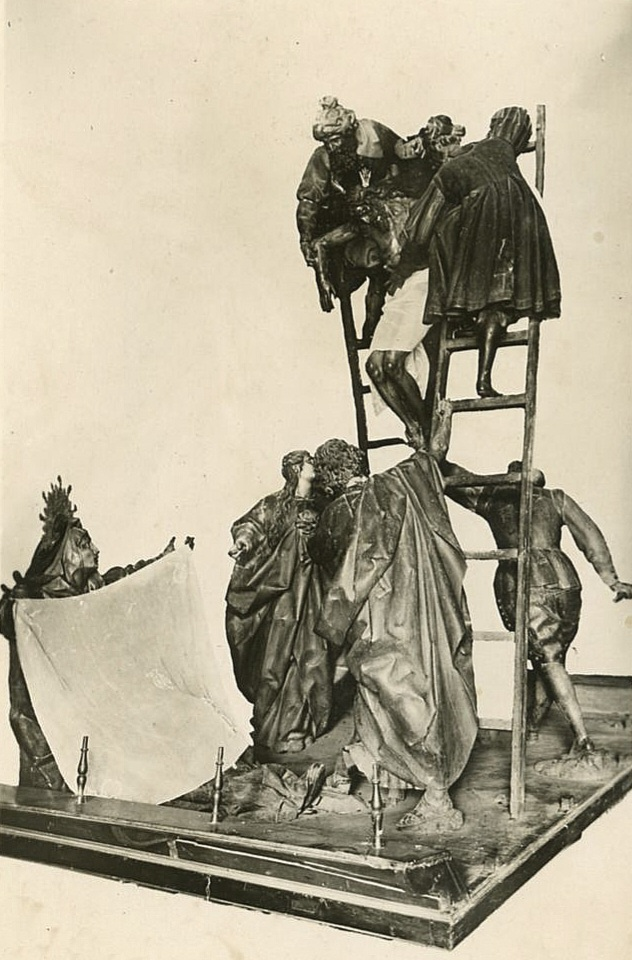
Tarjeta postal de la década de 1930.

En 1967 el conjunto fue restaurado por Juan García Yúdez y Joaquín Cruz Solís debido a su grave estado de deterioro. La imagen de Cristo requirió una limpieza exhaustiva así como un asentamiento de la policromía además de la reconstrucción de una parte ausente en el pie izquierdo y una corrección a causa de un mal encolado en cuatro dedos de la mano derecha. Igualmente se procedió a tapar las oquedades presentes en cabeza, espalda, pies y manos, repasándose a su vez el cromatismo de algunas zonas como los muslos, las rodillas, los pies, las manos y el brazo derecho, el cual se hallaba mal encolado y presentaba una abertura superior a dos centímetros cubierta con una capa de escayola y fijada por una pletina, lo que provocaba que la extremidad no se encontrase en su pose original. De igual modo, el dedo pulgar del pie derecho era falso además de adolecer la figura de la ausencia de veinte fragmentos en el cabello y la barba junto con la presencia de varios orificios, algunos cubiertos con lienzo. En términos generales la imagen se encontraba muy oscurecida debido a la oxidación del óleo de la pintura y contenía numerosos repintes, estando la policromía levantada en algunas áreas como los pies, las manos, las rodillas, los muslos y el vientre, con la reintegración cromátida ejecutada mediante la técnica del temple al huevo.
En lo tocante a la figura de Nicodemo, tanto la parte derecha del tronco como el hombro y tres dedos de la mano de este lado tuvieron que ser reconstruidos, retirándose a mayores del cuello los alambres, chapas y telas que mantenían sujeta la cabeza. La talla presentaba la ausencia de fragmentos en los ropajes (incluido el turbante) y mostraba un deterioro en el pie izquierdo causado por una mala posición de la figura que provocaba que el tornillo que la une a la escalera ejerciese gran presión sobre la madera, procediéndose en consecuencia a reforzar la pierna. También se llevó a cabo una limpieza y en principio se pensó en eliminar los varios repintes que poseía para dejar al descubierto los tonos auténticos, si bien por acuerdo de la Comisión de Escultura se decidió no retirar el repolicromado debido a que de la pintura original apenas quedaba un 30%, adoleciendo la talla además del ataque de polillas en varios puntos. Respecto a la figura de José de Arimatea, tanto la cabeza como el brazo derecho se hallaban desprendidos, siendo necesario reconstruir varios de los dedos de ambas manos así como partes del manto, el sombrero y la bocamanga izquierda, procediéndose además a eliminar repintes. Por su parte, la imagen del sayón precisó de una intervención en la bocamanga y la mano izquierdas así como una labor de reconstrucción en seis dedos de las manos. Se reforzaron también las piernas y se procuró reducir el deterioro de la mano izquierda, eliminándose repintes para descubrir la policromía original, desaparecida en la espalda (atacada por insectos) y en la parte trasera de las piernas (adolecidas de grietas), con las carnaciones oscurecidas por el óxido del barniz.
En cuanto a las tres imágenes restantes, uno de los brazos de la talla de San Juan, previamente encolado de forma provisional, debió retirarse para reconstruir un fragmento de cerca de cuatro centímetros correspondiente a la axila, faltando cuatro dedos de la mano derecha, cinco dedos del pie izquierdo, doce fragmentos en el cabello y algunas partes del manto. A mayores se cubrieron las grietas presentes en esta prenda, se repasaron zonas del área inferior del manto y la bocamanga izquierda, y se retiraron repintes al óleo oscurecidos para rescatar la pintura original. Además de adolecer de varias faltas, la figura estaba cubierta de numerosos horificios, algunos tapados con arpillera, mientras que la cabeza se hallaba suelta y sujeta únicamente por arpillera, clavos, lañas y chapa; fue preciso retirarla para colocar un fragmento en el interior y así poder empotrar la espiga de la cabeza con el fin de afianzarla. Se hizo necesario a su vez emplazar una tuerca en la pierna derecha con una barra de rosca y situar en la palma de la mano derecha una pieza transversal para obtener mayor consistencia. Respecto a la Magdalena, se procedió a la reconstrucción de cuatro dedos de la mano derecha (índice, corazón, anular y meñique), con varias partes faltantes en los ropajes y grietas en el manto, el cabello y la mano izquierda. El brazo derecho se hallaba casi desprendido del todo, procediéndose a la eliminación de repintes, si bien, al igual que en el caso de Nicodemo, por acuerdo de la Comisión de Escultura se decidió no retirar el repolicromado debido a que de la pintura original apenas quedaba un 30%. En cuanto a la Dolorosa, esta estaba plagada de grietas en su totalidad, debiéndose reconstruir dos dedos de la mano izquierda (índice y meñique) así como fragmentos ausentes en la zona inferior de la túnica y el manto además de recolocar ambas manos y retirar repintes al óleo oscurecidos y una gruesa capa de barniz oxidado.

## Descripción

### Imágenes
El conjunto escultórico, de 3500 kilos de peso, se compone de un total de siete imágenes, todas ellas inspiradas en la pintura de Pedro de Campaña El descendimiento de Cristo (1547).: 28  De gran plasticidad y realismo, las tallas poseen diversos postizos, tales como ojos de cristal, dientes de hueso y uñas de asta. La obra se caracteriza por una marcada composición diagonal si es vista de frente, elemento muy del estilo barroco, adquiriendo la forma de un triángulo rectángulo si se ve desde un lateral. Destacan dos puntos de gran carga emocional, Cristo y la Dolorosa, en los que se centra la vista del espectador y que dotan de equilibrio al conjunto, dividido a su vez en dos escenas: la escena alta, meramente física (Cristo, Nicodemo y José de Arimatea), y la escena baja, puramente emocional (San Juan, María Magdalena y la Dolorosa). Respecto a la disposición escenográfica, esta es fiel a las obras precedentes en la zona superior (la ubicación de las dos escaleras se basa en el libro del siglo xiv Meditaciones sobre la vida de Cristo, falsamente atribuido a San Buenaventura de Bagnoregio), mientras que en la inferior es totalmente original, existiendo numerosos contrapuntos: frente a la ansiedad y desconsuelo de San Juan destaca la resignación de la Magdalena; ante la muerte de Cristo la viveza de los brazos de su madre; ante la inestabilidad de la pose forzada de la figura de Nicodemo, la firmeza y seguridad de José de Arimatea; y frente a la vulnerabilidad de la desnudez del crucificado la opulencia de los ropajes del resto de personajes.

#### Cristo
Cristo aparece ya muerto mientras es bajado de la cruz tras haber sido ambas manos desclavadas. El cuerpo es descendido por José de Arimatea y Nicodemo; el torso parece apoyarse a la altura del abdomen contra la mano izquierda de José de Arimatea para no caer al suelo, estando los pies todavía clavados, el brazo izquierdo extendido y el derecho flexionado. La imagen, único crucificado tallado por Fernández íntegramente a nivel anatómico, es naturalista y se caracteriza por su gran patetismo, pudiendo apreciarse la estructura del cuerpo, totalmente desnudo (los genitales levemente insinuados) salvo por el paño de pureza, de tela al igual que el sudario que sostiene a Cristo por las axilas. La talla luce ojos entreabiertos, barba, bigote y un cabello ondulado entre cuyos mechones se divisa la oreja izquierda. De carnaciones mate, todo el cuerpo está cubierto con heridas sangrantes de intensa policromía, destacando las marcas de los clavos, la herida provocada por la lanza de Longinos, un pequeño corte a la altura de la ceja izquierda y una gran herida en la espalda al igual que el Cristo de la Caña (1620),: 215  venerado también en la Iglesia de la Santa Vera Cruz. La talla cuenta con elementos realizados en corcho y resina así como con láminas de cuero para acentuar los grados de necrosis y coagulación de las heridas.

#### Nicodemo
Nicodemo aparece en la escalera de la izquierda, detrás de la cruz. Luce barba larga de espesos rizos y aparece encorbado por encima del travesaño. Su indumentaria, propia del siglo xvii, se compone de un sayo largo en color bermellón con botonadura frontal y envés amarillo, mangas holgadas desde el hombro hasta el codo y ajustadas en el antebrazo con tres botones en los puños, calzón marrón, botas del mismo color y un turbante blanco con franjas de color oscuro. Originalmente sostenía una corona de espinas actualmente perdida.

#### José de Arimatea
La imagen de José de Arimatea se alza sobre la escalera de la derecha, delante de la cruz a modo de contraparte de Nicodemo. De espaldas al espectador, figura con el brazo derecho flexionado por encima del travesaño y el brazo izquierdo extendido con la mano abierta frente al torso de Jesús, como si tratase de evitar que el cuerpo cayese hacia delante. El rostro, muy expresivo, muestra arrugas profundamente marcadas al estilo del José de Arimatea del grupo de Juni titulado El entierro de Cristo (1541-1545), luciendo un peinado acorde a la moda del momento, detalle reflejado también en la vestimenta, típica del siglo XVII al igual que las ropas de Nicodemo e influenciada por arquetipos orientales:: 215  sombrero blanco de rara hechura; sayo verde ajustado al talle y de caída acampanada; mangas abullonadas desde el hombro hasta el codo (de color bermellón con delgadas franjas verticales en negro) y ceñidas en el antebrazo (donde la manga es enteramente negra); calzón rojo y botas altas de color verdoso con el envés en amarillo.

#### Sayón
De 1,69 metros de alto,: 215  figura erguido a los pies de la cruz portando un martillo en su mano derecha para quitar los clavos. Pese a la costumbre extendida en la época de dotar de rasgos grotescos a los sayones, este luce un rostro juvenil en el que se perfilan unas finas pestañas pintadas y unos cabellos de prominentes ondulaciones, siendo muy similar al ayudante de la pintura Descendimiento de la cruz (c. 1435), obra de Rogier van der Weyden. La vestimenta se compone de un jubón corto en marrón ajustado con cinturón, mangas amarillas, calzón ceñido en las rodillas con una hilera de botones en vertical a ambos lados acorde a la moda del siglo XVII, calzas ajustadas, calzado de policromía oscura y un gorro también oscuro y de pequeño tamaño.

#### San Juan
Mide 1,76 metros de alto: 214  y se halla con los brazos extendidos y encaminado hacia la cruz, como si estuviese en posición de recibir el cuerpo de Jesús. Con esta imagen Fernández rompe el arquetipo habitual hasta entonces empleado en numerosos Calvarios de grandes retablos para representar al apóstol pleno de dinamismo, con el cuerpo abanzado para recibir el cadáver de Jesús, mostrando un semblante en el que se sugiere un nudo en la garganta, como si fuese un personaje teatral petrificado. De carnaciones mate y pestañas pintadas, posee cabello rizado y un rostro imberbe de rasgos suaves. Viste una túnica en color oliva ajustada con cíngulo y un manto rojo de amplios y angulosos pliegues el cual cuelga de su hombro derecho, luciendo en los pies unas sencillas sandalias.

#### María Magdalena
La Magdalena, de 1,82 metros de alto, se halla próxima al cadáver de Jesús y muestra el brazo derecho alargado y la mano izquierda posada en el pecho, encima del corazón, al tiempo que con ella sostiene un pañuelo blanco y el manto (sujeto en la espalda con un nudo según la moda del momento), de color rojo con caída a ambos lados, todo él cubierto de pliegues anchos y rígidos, siendo la túnica en color musgo y ceñida con cíngulo, mientras que el cabello se halla recogido en un moño con forma de rosca y sujeto con cintas rojas («colonia»).: 215  El arreglo del manto, como si este estuviese prendido con un alfiler para que no toque el suelo al igual que en algunas representaciones pictóricas de santas de Francisco de Zurbarán, principalmente Santa Águeda (1630-1633) y Santa Lucía (c. 1636),: 29  hace que tenga una disposición similar a la de los mantos de las Inmaculadas, con la expresión facial recibiendo un tratamiento idéntico al de las Dolorosas.

#### Dolorosa

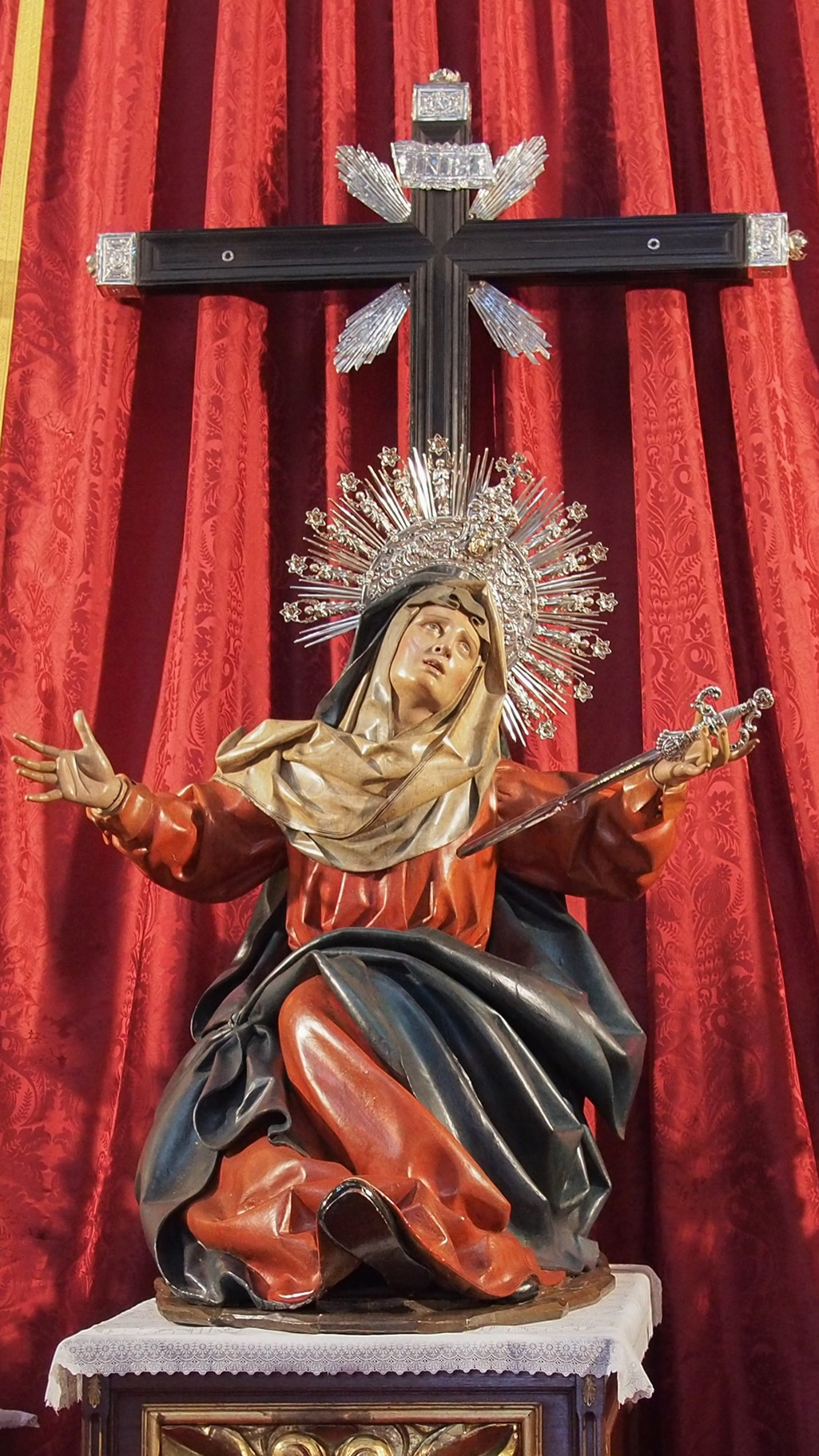
Talla de Nuestra Señora de los Dolores de la Vera Cruz.

En palabras de Marcel-Auguste Dieulafoy: 

La obra maestra de Gregorio Fernández, quizá la obra maestra de la estatuaria policromada, circunscrita a las escuelas del Norte, es una Madre Dolorosa, una Virgen de las Angustias, que se guarda en la capilla de la Cruz de Valladolid como una joya preciosa, lejos de las miradas...: 73 

Es la imagen más destacada del conjunto, situada originalmente en primer término dentro de la escena. Similar a la Virgen presente en la pintura de Bartolomé Carducho titulada Descendimiento (1595),: 28  la escultura cuenta entre sus precedentes con las dos imágenes de la Virgen de los Cuchillos de Juni (siglo xvi) veneradas respectivamente en las iglesias de San Miguel de Cuéllar y Nuestra Señora de las Angustias de Valladolid (aunque también se afirma que la Virgen de Cuéllar es una obra anónima de los siglos XVII o XVIII). La talla, coronada canónicamente en 2023, mide 1,30 metros y aparece sentada en un banco bajo con los brazos abiertos y las manos extendidas, estando el rostro alzado y ligeramente girado a la izquierda, con expresión de dolor e imploración al estilo de las Piedades. Al igual que San Juan, María está en posición de recibir el cuerpo de su hijo, con el torso girado a la izquierda y las piernas hacia la derecha, siendo una imagen realista y muy movida, aunque carente de escorzos violentos. De gran belleza, Isidoro Bosarte, en Viaje artístico a varios pueblos de España (1804), la describió en los siguientes términos: «Que el diseño, paños y artificio de sus tocas son excelentes, y por lo que hace á la hermosura de la cabeza si los ángeles del cielo no bajan á hacerla mas bella de mano de hombre no hay mas que esperar».: 219  Como imagen dolorosa que es, sostiene con su mano izquierda una espada de plata que simula atravesarle el pecho y hundirse en el corazón, un añadido con toda seguridad influenciado por la Virgen de las Angustias de Juni y efectuado cuando la talla fue separada del grupo,: 214  siendo la vaina insertada en el pecho para mantener sujeto el filo de la espada retirada durante una restauración acometida por Mariano Nieto Pérez en 1985 con el fin de frenar el deterioro provocado por las vibraciones de la misma durante los desfiles, por lo que la espada resulta visible solo cuando la imagen se halla en su camarín, ya que durante las procesiones desfila sin ella (en esta intervención se descubrió en el hueco de la manga derecha un fragmento enrollado de un periódico con una súplica fechada el 5 de marzo de 1896 vinculada a la Guerra de Cuba). Por su parte, los ojos que luce en la actualidad fueron colocados probablemente en el siglo XVIII con motivo de una restauración; es posible que esta sea la intervención que, según Matías Sangrador y Vitores, resultó perjudicial para la imagen:

Desgraciadamente tan preciosa imagen ha perdido ya parte de su mérito, porque con posterioridad á la época en que se hizo, una mano poco inteligente la repintó, causando en ella grande estrago, y particularmente en el rostro, del cual hizo desaparecer aquella viva expresión de profundo dolor que con tanta verdad la habia dado Hernández.: 219 

Con carnaciones a pulimento, viste túnica bermellón, manto azul, un velo grisáceo y, sobre este, otro de color marfil. Los ropajes poseen drapeados acartonados mientras que los velos, cruzados entre sí y recogidos sobre el hombro derecho, lucen un pliegue muy característico de Fernández en el centro. El manto muestra así mismo una angulosa doblez bajo el brazo izquierdo y otras más curvas en el lado derecho, cruzándose los paños por encima de las piernas y luciendo un original nudo en la parte derecha de la Virgen, la cual calza zapatos negros. Debido a que la pieza no fue concebida para ser venerada en un retablo, Fernández gozó de libertad en su hechura para dotar a la talla de un movimiento abierto a la vez que declamatorio, aspecto habitual del barroco y muy acorde a la corriente artística de Gian Lorenzo Bernini, con la Virgen comunicando sus emociones mediante sus manos y a través de un rostro de potente significación contrarreformista. Como alhajas, además de la espada la figura porta en la cabeza una diadema de orfebrería coronada por una cruz circundada por doce estrellas, entregada en 1802 junto con una cruz de ébano con elementos en plata (cantoneras, un letrero con el monograma INRI y una ráfaga), valorado todo en 2250 reales.: 30  Por su parte, la imagen que la sustituye es de una calidad notablemente inferior y se limita a cumplir con su función procesional.

### Paso
La escena se halla instalada sobre un paso consistente en un bastidor rodante compuesto por dos plataformas, que para la procesión se separan 50 centímetros mediante un sistema de elevación hidráulica. En Semana Santa se añaden vegetación seca y ornamentos elaborados en corcho natural tratado, figurando en las cuatro esquinas y en el centro longitudinal seis faroles de brazos (el del centro sobre una torreta y decorado con figuras de ángeles labradas), hallándose dispuestos a su vez varios focos y destacando alrededor de la plataforma grecas en madera de nogal totalmente talladas. Creado en 2002, este paso reemplaza a otro similar cuyo sistema de elevación, más complejo, se realizaba mediante cuatro cremalleras dispuestas en las esquinas. Portado por catorce cofrades, se exhibe montado y sin elevar durante todo el año en su propia capilla en la Iglesia de la Santa Vera Cruz.

## Legado
El Descendimiento, paso titular de la Cofradía del Descendimiento y Santísimo Cristo de la Buena Muerte, destaca en la producción de Fernández por ser una de sus obras más importantes así como una de las piezas cumbre de la escultura barroca española. Único paso que se conserva armado en la Iglesia de la Santa Vera Cruz y el único de Valladolid en mostrar las figuras con la misma disposición concebida por su autor, forma parte igualmente del catálogo de grupos escultóricos del imaginero, entre los que se encuentran Padre, perdónalos porque no saben lo que hacen (1610), para la Cofradía de las Siete Palabras; Sed tengo (1612-1616), para la Cofradía Penitencial de Nuestro Padre Jesús Nazareno; Camino del Calvario (1614), para la Cofradía Penitencial del Santísimo Cristo Despojado, Cristo Camino del Calvario y Nuestra Señora de la Amargura; Madre, ahí tienes a tu hijo (1615), para la Cofradía de las Siete Palabras; y San Juan y Santa María Magdalena al pie de la cruz (1619), para la Cofradía de Nuestra Señora de las Angustias.
Se trata a su vez del primer conjunto procesional realizado en madera policromada y a tamaño natural que versa sobre este pasaje evangélico, con numerosos escultores ejecutando copias en el siglo XVII para, entre otros lugares, Zamora, Astorga, Villalón de Campos y Sahagún, aunque destacan particularmente dos réplicas: El Descendimiento de Francisco Díez de Tudanca, creado en 1663 a petición de Francisco Vázquez Céspedes, Antonio de Aguilar Carrera y Francisco Santos para la Cofradía de la Soledad de Nuestra Señora de Medina de Rioseco, y el conjunto contratado el 1 de abril de 1674  por la Cofradía de Nuestra Señora de las Angustias de Medina del Campo con Andrés de Oliveros, pieza que no ha llegado a nuestros días.: 29  Con anterioridad al grupo de Fernández consta la hechura por parte de Alonso Tamayo y Felipe Barrojo de un conjunto de vestir y de tamaño inferior al natural para la Real Hermandad de Nuestra Señora de la Soledad de Guadalajara, si bien esta temática no llegaría a explorarse en profundad hasta el siglo XIX, tanto por la complejidad y coste de estas escenas como por el arraigo que en España tenía la tradición tardomedieval de teatralizar el Descendimiento a través de la ceremonia del Desenclavo.: 115–116 

## Galería de imágenes

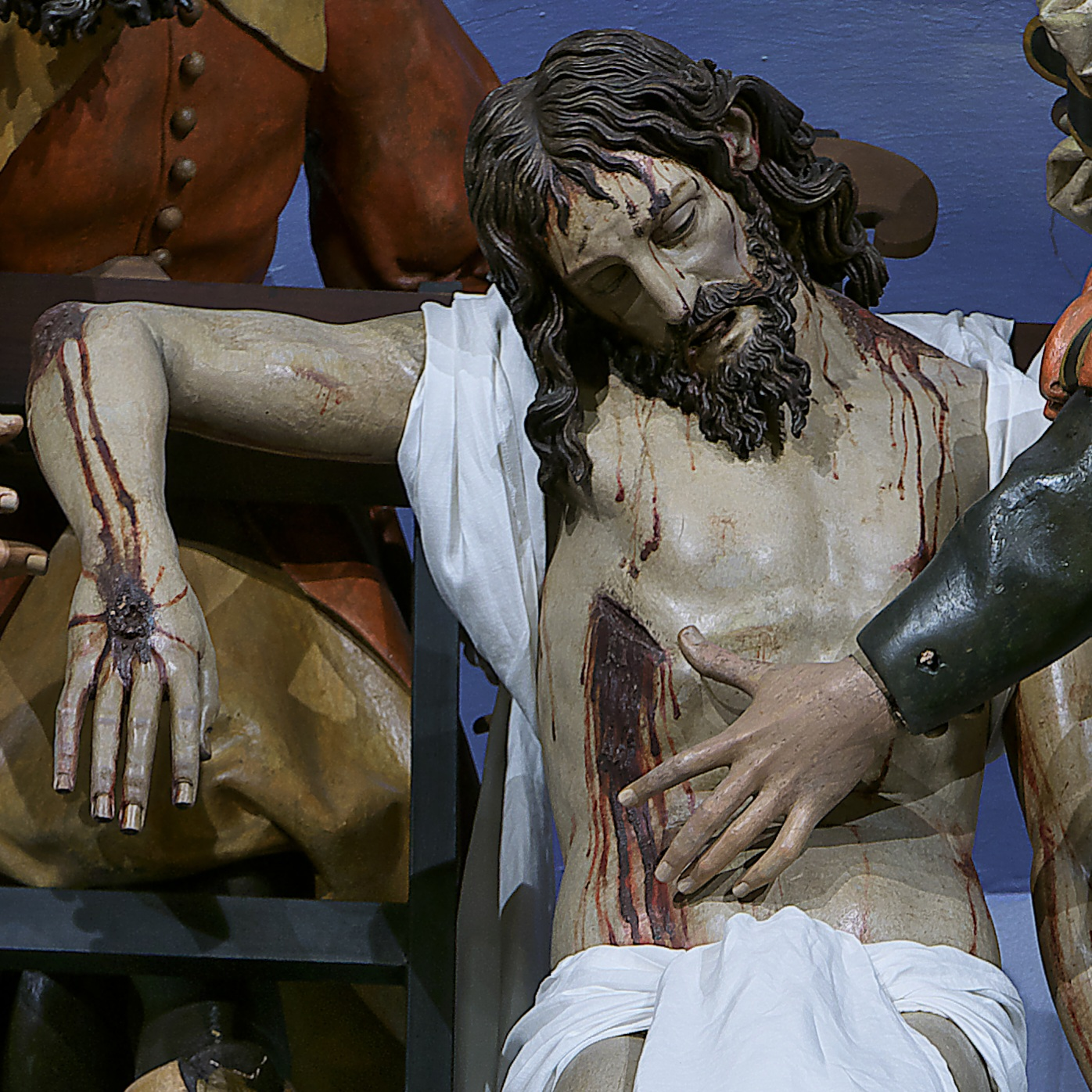
Talla de Cristo.
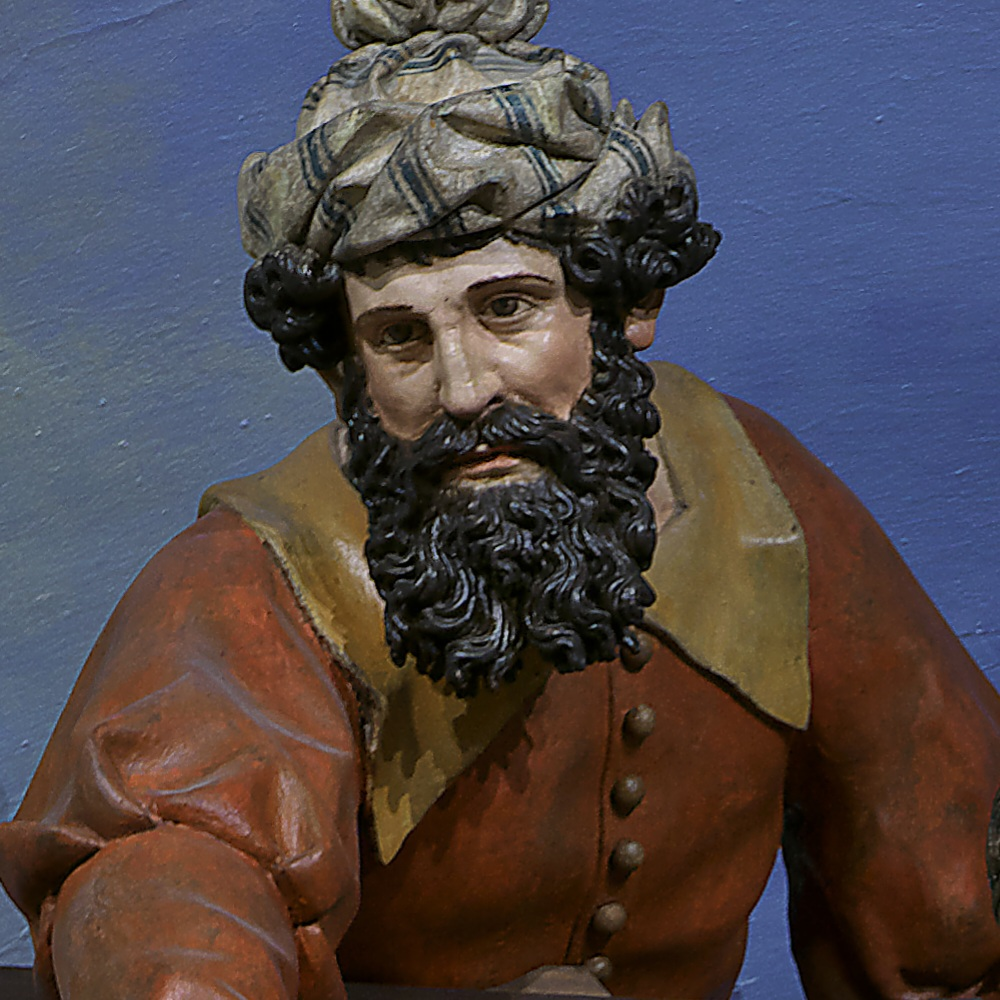
Talla de Nicodemo.
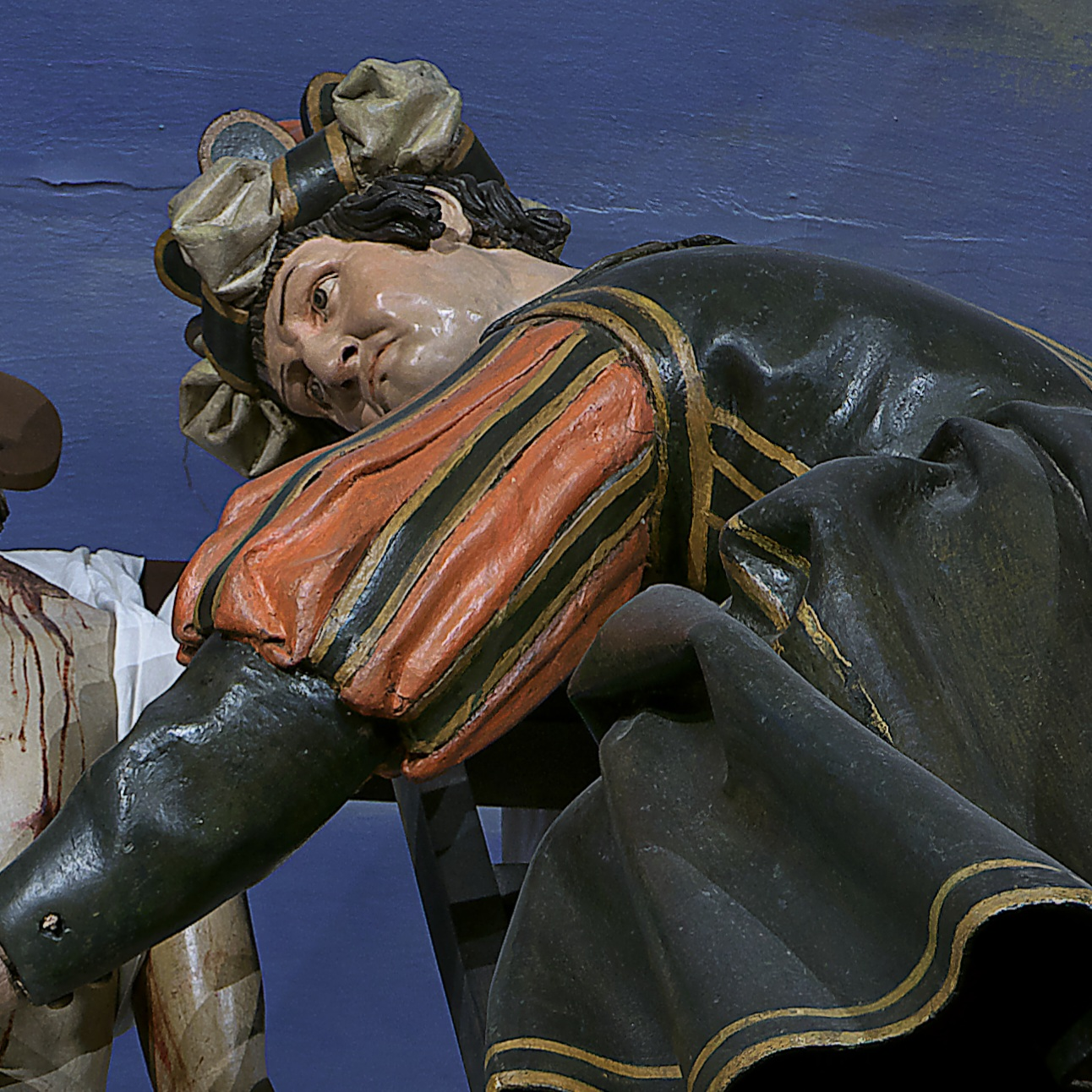
Talla de José de Arimatea.
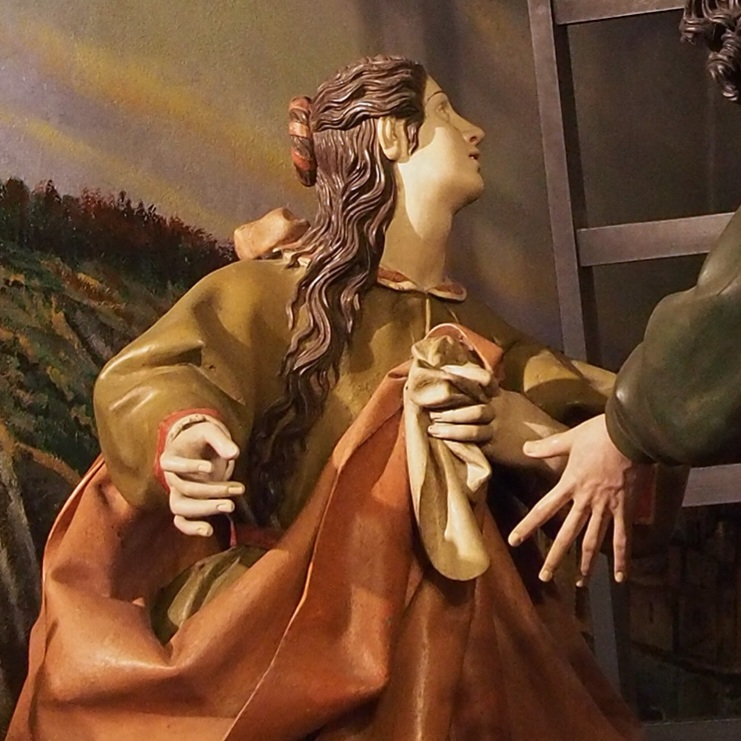
Talla de María Magdalena.